# نوريلسك
نوريلسك (بالروسية : Нори́льск) هي مدينة صناعية روسية تقع في شمال محافظة كراسنويارسك كراي. اكتسبت المدينة مكانة رفيعة عام 1953. وهي في أقصى شمال سيبيريا وثاني أكبر مدينة في القطب المتجمد الشمالي.
يبلغ عدد سكان المدينة 175,365 نسمة (2010).
بها منجم يتبع شركة نوريلسك للنيكل التي تنتج أكثر النيكل والبلاديوم في العالم.

## توأمة
لنوريلسك اتفاقيات توأمة مع:
- كراسنويارسك (2000 - )

## أعلام
- هربرت بريدي
- ناديجدا تولوكونيكوفا
- أولكسندر غلوتوف
- دميتري توربينسكي

## اقرأ أيضا
- مسجد نورد كمال

## الوصلات الخارجية
- الموقع الرسمي
- نوريلسك الروسية: أسوأ مدن العالم تستثمر تلوثها في إنتاج النيكل